# Ruta Estatal de Nevada 839
La Ruta Estatal de Nevada 839, y abreviada SR 839 (en inglés: Nevada State Route 839) es una carretera estatal estadounidense ubicada en el estado de Nevada. La carretera inicia en el Sur desde la Rawhide Road hacia el Norte en la US 50 . La carretera tiene una longitud de 29 km (18.037 mi).

## Mantenimiento
Al igual que las autopistas interestatales, y las rutas federales y el resto de carreteras estatales, la Ruta Estatal de Nevada 839 es administrada y mantenida por el Departamento de Transporte de Nevada por sus siglas en inglés Nevada DOT.